# Kordell Stewart
Kordell Stewart (New Orleans, 16 ottobre 1972) è un ex giocatore di football americano statunitense che ha giocato nel ruolo di quarterback nella National Football League (NFL) ed al terzo posto di tutti i tempi per touchdown segnati su corsa da un quarterback (38), dietro solo a Cam Newton e Steve Young. Fu scelto nel corso del secondo giro (60º assoluto) del Draft NFL 1995 dai Pittsburgh Steelers. Al college giocò a football all'Università del Colorado.

## Carriera

### 1997
Stewart ebbe la prima occasione di partire come quarterback titolare nel 1997. Prima di allora, con Neil O'Donnell come quarterback titolare, aveva giocato nel ruolo di wide receiver. Quell'anno guidò gli Steelers a un record di 11-5 fino alla finale della AFC, persa contro i Denver Broncos. Stewart lanciò tre intercetti e perse un fumble nella sconfitta 24-21.

### 1998-1999
Prima della stagione 1998, gli Steelers persero il loro coordinatore offensivo, Chan Gailey, sostituendolo con Ray Sherman dai Minnesota Vikings. Inoltre, il migliore ricevitore di Stewart, il Pro Bowler Yancey Thigpen lasciò la squadra divenendo free agent. A metà stagione, gli Steelers aveva perso tre dei cinque offensive lineman titolari, così che Stewart e l'attacco degli Steelers faticarono, non raggiungendo i playoff in entrambe le stagioni.

### 2000
L'allenatore Bill Cowher nominò Kent Graham quarterback titolare all'inizio della stagione, ma la squadra vinse solo una delle prime quattro gare. Quando Graham si infortunò all'anca, Stewart lo sostituì. La squadra terminò con un record di 9–7 e per poco mancò l'accesso ai playoff in favore dei New York Jets, che erano stati battuti dagli Steelers con Stewart come quarterback.

### 2001
Stewart nel 2001 guidò gli Steelers a un record di 13–3 nella stagione regolare, il migliore della AFC. Sotto la guida del nuovo allenatore dei quarterback Tom Clements e del nuovo coordinatore offensivo Mike Mularkey, Stewart disputò la miglior stagione della carriera, passando per oltre 3.000 con un passer rating di 81,7, passò 14 touchdown e ne segnò altri cinque su corsa. Per queste prestazioni fu premiato con la convocazione per il Pro Bowl e fu nominato miglior giocatore degli Steelers.
Gli Steelers ebbero facilmente ragione dei Baltimore Ravens campioni in carica nel divisional round dei playoff. Furono battuti dai New England Patriots nella finale della AFC.

### 2002
Stewart iniziò la stagione 2002 come titolare, ma dopo avere lanciato un intercetto nella end zone in casa contro i Cleveland Browns nella terza partita, fu sostituito dal sempre più popolare Tommy Maddox, venendo svincolato a fine stagione.

### 2003-2005
Nel 2003 Stewart firmò come free agent coi Chicago Bears venendo nominato titolare. Dopo diverse cattive prestazioni fu sostituito da Chris Chandler. Quando anche Chandler faticò, tornò ad essere nominato titolare, prima di essere ancora sostituito dal rookie Rex Grossman dopo che i Bears furono eliminati dalla contesa per i playoff. Stewart fu svincolato a fine stagione e firmò coi Ravens per essere la riserva di Kyle Boller. A sorpresa, Stewart trovò successo come sostituto di emergenza del punter Dave Zastudil, venendo nominato miglior giocatore degli special team della settimana per la sua prestazione. Si ritirò dopo la stagione 2005.

## Palmarès

### Franchigia
- American Football Conference Championship: 1

Pittsburgh Steelers: 1995

### Individuale
- Convocazioni al Pro Bowl: 1

2001
- Giocatore offensivo della AFC dell'anno: 1

2001

## Statistiche
| Yard passate  | 14.746 |
| Touchdown     | 77     |
| Intercetti    | 84     |
| Passer rating | 70,7   |